# Polskie Stronnictwo Demokratyczne (1939–1945)
Polskie Stronnictwo Demokratyczne (PSD) – polskie konspiracyjne ugrupowanie polityczne  utworzone na przełomie 1944/1945 roku na bazie tzw. grupy „Olgierda”. Grupa ta wywodziła się z lewicy obozu sanacyjnego. Na jej czele stanął były wojewoda wołyński Henryk Józewski ps. „Olgierd”, wydający od 1940 r. pismo „Polska Walczy”. „Olgierd” głosił koncepcję budowy centrolewicowego bloku socjalistów, ludowców i lewicowych piłsudczyków. W lipcu 1944 grupa „Olgierda” weszła w skład Zjednoczenia Demokratycznego. Od początku 1945 r. wydawała jako organ PSD pismo „Polska Niezawisła”.
PSD Józewskiego nie należy mylić z Polskim Stronnictwem Demokratycznym utworzonym jesienią 1943 r. przez członków Komendy Obrońców Polski (Henryk Borucki, ppłk Liciński, ppłk Róg-Mazurek, kpt. Dąbkiewicz). PSD Boruckiego w 1943 r. weszło w skład Naczelnego Komitetu Ludowego Zjednoczonych Stronnictw Demokratycznych i Socjalistycznych, a w 1944 r. do Centralizacji Stronnictw Demokratycznych, Socjalistycznych i Syndykalistycznych.